# Matts Balgård
Matts Gottfrid Balgård, född 2 maj 1908 i Barne-Åsaka församling, Skaraborgs län, död 22 mars 1992 i Arboga, var en svensk tidningsman. Han var far till Gunnar Balgård.
Balgård, som var son till lantbrukare Anton Johansson och Amanda Svantesson, blev ombudsman för Folkpartiet i Skaraborgs län och journalist på Skaraborgs-Tidningen i Skövde 1933, var redaktör för Frisinnad Ungdom 1941–1943, redaktör för politik och kultur på Västerbottens-Kuriren i Umeå 1944–1967 och chefredaktör 1968–1973. 
Balgård var vice ordförande i Folkpartiets Ungdomsförbund 1946–1948, ledamot av Folkpartiets partistyrelse 1952–1972, ordförande för Liberala studieförbundet 1955–1962 och vice ordförande för Sveriges vänsterpressförening 1956–1970.